# Liste der Naturschutzgebiete im Rheingau-Taunus-Kreis
Im hessischen Rheingau-Taunus-Kreis bestehen die in der nachfolgenden Tabelle aufgeführten Naturschutzgebiete.
| Name                                               | Bild | Kennung              | Einzelheiten | Position | Fläche Hektar | Datum         |
| -------------------------------------------------- | ---- | -------------------- | --- | -------- | ------------- | ------------- |
| Dattenbachtal zwischen Kröftel und Vockenhausen    |      | 1436012 WDPA: 162710 | Ist per Kennung 1436xxx dem Main-Taunus-Kreis zugeordnet, siehe Liste der Naturschutzgebiete im Main-Taunus-Kreis                                                                                     | ⊙        | 90,93         | 1993          |
| Mariannenaue                                       |      | 1439001 WDPA: 164567 | Eltville am Rhein, Oestrich-Winkel OSM-Link zur Kartendarstellung: „Mariannenaue“ | ⊙        | 198,11        | 1972          |
| Niederwald bei Rüdesheim                           |      | 1439002 WDPA: 164814 | Rüdesheim am Rhein OSM-Link zur Kartendarstellung: „Niederwald bei Rüdesheim“ | ⊙        | 52,29         | 1930          |
| Rüdesheimer Aue                                    |      | 1439003 WDPA: 82459  | Rüdesheim am Rhein OSM-Link zur Kartendarstellung: „Rüdesheimer Aue“ | ⊙        | 21,04         | 1972          |
| Bärbachtal bei Grebenroth                          | BW   | 1439004 WDPA: 162337 | OSM-Link zur Kartendarstellung: „Bärbachtal bei Grebenroth“ | ⊙        | 10,54         | 1988          |
| Vollradser Wäldchen                                |      | 1439005 WDPA: 82822  | Oestrich-Winkel OSM-Link zur Kartendarstellung: „Vollradser Wäldchen“ | ⊙        | 18,04         | 1954          |
| Winkeler Aue                                       |      | 1439006 WDPA: 82926  | OSM-Link zur Kartendarstellung: „Winkeler Aue“ | ⊙        | 6,85          | 1981          |
| Heftricher Moor                                    |      | 1439007 WDPA: 81844  | OSM-Link zur Kartendarstellung: „Heftricher Moor“ | ⊙        | 9,01          | 1981          |
| Unteres Ranselbachtal bei Lorch                    |      | 1439008 WDPA: 82755  | Lorch OSM-Link zur Kartendarstellung: „Unteres Ranselbachtal bei Lorch“ | ⊙        | 10,33         | 1982          |
| Rheinwiesen von Oestrich-Winkel und Geisenheim     |      | 1439009 WDPA: 82405  | Oestrich-Winkel, Geisenheim OSM-Link zur Kartendarstellung: „Rheinwiesen von Oestrich-Winkel und Geisenheim“                                                                                          | ⊙        | 13,13         | 1982          |
| Heckenberg von Strinz-Trinitatis                   | BW   | 1439011 WDPA: 163570 | OSM-Link zur Kartendarstellung: „Heckenberg von Strinz-Trinitatis“ | ⊙        | 10,03         | 1984          |
| Lorcher Werth                                      |      | 1439012 WDPA: 164509 | OSM-Link zur Kartendarstellung: „Lorcher Werth“ | ⊙        | 13,93         | 1984          |
| Burgberg und Weiherwiesen von Adolfseck            |      | 1439013 WDPA: 162646 | OSM-Link zur Kartendarstellung: „Burgberg und Weiherwiesen von Adolfseck“ | ⊙        | 4,33          | 1985          |
| Schittkamm im Wispertal bei Lorch                  |      | 1439014 WDPA: 165394 | Lorch OSM-Link zur Kartendarstellung: „Schittkamm im Wispertal bei Lorch“ | ⊙        | 16,24         | 1985          |
| Erbacher Wäldchen                                  |      | 1439015 WDPA: 162966 | Eltville am Rhein OSM-Link zur Kartendarstellung: „Erbacher Wäldchen“ | ⊙        | 4,78          | 1985          |
| Silberbach, Schwarzbach und Fürstenwiese bei Wehen | BW   | 1439016 WDPA: 165573 | OSM-Link zur Kartendarstellung: „Silberbach, Schwarzbach und Fürstenwiese bei Wehen“ | ⊙        | 48,29         | 1985          |
| Sang- und Katzengröterwiese von Johannisberg       |      | 1439017 WDPA: 165322 | Geisenheim OSM-Link zur Kartendarstellung: „Sang- und Katzengröterwiese von Johannisberg“ | ⊙        | 2,86          | 1986          |
| Geisenheimer Heide                                 |      | 1439018 WDPA: 163216 | Geisenheim, Rüdesheim am Rhein Das NSG besteht aus 8 kleinen Teilflächen. OSM-Link zur Kartendarstellung: „Geisenheimer Heide“                                                                        | ⊙        | 10,03         | 1957          |
| Ochsenberg und Knottenberg von Fischbach           | BW   | 1439019 WDPA: 164909 | OSM-Link zur Kartendarstellung: „Ochsenberg und Knottenberg von Fischbach“ | ⊙        | 14,33         | 1988          |
| Neuhofer Heide                                     | BW   | 1439020 WDPA: 164797 | OSM-Link zur Kartendarstellung: „Neuhofer Heide“ | ⊙        | 9,57          | 1988          |
| Hexwiese und Hohekadrich bei Lorch                 |      | 1439021 WDPA: 163671 | Lorch OSM-Link zur Kartendarstellung: „Hexwiese und Hohekadrich bei Lorch“ | ⊙        | 4,87          | 1989          |
| Rabenlei und Ruhestein bei Geroldstein             | BW   | 1439022 WDPA: 165073 | OSM-Link zur Kartendarstellung: „Rabenlei und Ruhestein bei Geroldstein“ | ⊙        | 34,36         | 10. Nov. 1989 |
| Gladbachtal bei Obergladbach                       | BW   | 1439023 WDPA: 163257 | OSM-Link zur Kartendarstellung: „Gladbachtal bei Obergladbach“ | ⊙        | 9             | 17. Nov. 1989 |
| Rechtebachtal bei Georgenborn                      |      | 1439024 WDPA: 165116 | OSM-Link zur Kartendarstellung: „Rechtebachtal bei Georgenborn“ | ⊙        | 17,93         | 21. Nov. 1989 |
| Steigwiesen bei Presberg                           | BW   | 1439025 WDPA: 165664 | OSM-Link zur Kartendarstellung: „Steigwiesen bei Presberg“ | ⊙        | 9,14          | 21. Nov. 1989 |
| Guntal bei Presberg                                | BW   | 1439026 WDPA: 163415 | OSM-Link zur Kartendarstellung: „Guntal bei Presberg“ | ⊙        | 15,5          | 23. Nov. 1989 |
| Ebental bei Rüdesheim                              |      | 1439027 WDPA: 162832 | Rüdesheim am Rhein OSM-Link zur Kartendarstellung: „Ebental bei Rüdesheim“ | ⊙        | 27,63         | 1990          |
| Pohlbachtal bei Adolfseck                          |      | 1439028 WDPA: 165016 | OSM-Link zur Kartendarstellung: „Pohlbachtal bei Adolfseck“ | ⊙        | 24,51         | 1990          |
| Kaolingrube von Geisenheim                         |      | 1439030 WDPA: 164019 | Geisenheim Ehemalige Kaolingrube der Firma Erbslöh. Der Schutz der Kaolingrube von Geisenheim wurde 2015 aufgehoben. Die Fläche ist als Kompensationsfläche weiterhin gesichert (Wiesbadener Kurier). | ⊙        | 5,65          | 1993          |
| Weihersberg bei Kiedrich                           |      | 1439032 WDPA: 166213 | OSM-Link zur Kartendarstellung: „Weihersberg bei Kiedrich“ | ⊙        | 93,77         | 1995          |
| Engweger Kopf und Scheibigkopf bei Lorch           |      | 1439033 WDPA: 81608  | OSM-Link zur Kartendarstellung: „Engweger Kopf und Scheibigkopf bei Lorch“ | ⊙        | 93,73         | 1995          |
| Teufelskadrich bei Lorch                           |      | 1439034 WDPA: 165864 | OSM-Link zur Kartendarstellung: „Teufelskadrich bei Lorch“ | ⊙        | 128,27        | 1995          |
| Scheiderwald bei Hennethal                         | BW   | 1439035 WDPA: 165377 | OSM-Link zur Kartendarstellung: „Scheiderwald bei Hennethal“ | ⊙        | 45,8          | 1995          |
| Schiefergrube Rosit bei Nauroth                    |      | 1439036 WDPA: 319064 | OSM-Link zur Kartendarstellung: „Schiefergrube Rosit bei Nauroth“ | ⊙        | 8             | 1997          |
| Erlensumpf im Gerloh bei Idstein                   |      | 1439037 WDPA: 318366 | OSM-Link zur Kartendarstellung: „Erlensumpf im Gerloh bei Idstein“ | ⊙        | 10,75         | 1997          |
| Nollig bei Lorch                                   | BW   | 1439038 WDPA: 318857 | OSM-Link zur Kartendarstellung: „Nollig bei Lorch“ | ⊙        | 120,51        | 1998          |
| Eschbachtal bei Wehen                              | BW   | 1439039 WDPA: 318377 | OSM-Link zur Kartendarstellung: „Eschbachtal bei Wehen“ | ⊙        | 11,65         | 1998          |
| Burgruine Schwarzenberg (Haneck)                   | BW   | 1439040 WDPA: 318272 | OSM-Link zur Kartendarstellung: „Burgruine Schwarzenberg (Haneck)“ | ⊙        | 15,85         | 1999          |
| Legende für Naturschutzgebiet                      |      |                      | |          |               |               |

## Teilflächen
Weitere Naturschutzgebiete liegen mit Teilen ihrer Fläche im Landkreis.
| Name                          | Bild | Kennung              | Kreis                                  | Einzelheiten                                                                                                  | Position | Fläche Hektar | Datum |
| ----------------------------- | ---- | -------------------- | -------------------------------------- | --- | -------- | ------------- | ----- |
| Rentmauer - Dattenberg        |      | 1434006 WDPA: 82396  | Hochtaunuskreis, Rheingau-Taunus-Kreis | Ist per Kennung 1434xxx dem Hochtaunuskreis zugeordnet, siehe Liste der Naturschutzgebiete im Hochtaunuskreis | ⊙        | 10,46         | 1974  |
| Theißtal von Niedernhausen    |      | 1439029 WDPA: 165875 | Wiesbaden, Rheingau-Taunus-Kreis       | OSM-Link zur Kartendarstellung: „Theißtal von Niedernhausen“                                                  | ⊙        | 52,65         | 1992  |
| Niederwallufer Bucht          |      | 1439041 WDPA: 318853 | Rheingau-Taunus-Kreis, Wiesbaden       | OSM-Link zur Kartendarstellung: „Niederwallufer Bucht“                                                        | ⊙        | 12,97         | 2000  |
| Legende für Naturschutzgebiet |      |                      |                                        | |          |               |       |